# ۱۴۵ (عدد)
۱۴۵(صد و چهل و پنج) یک عدد طبیعی است که بعد از ۱۴۴ و قبل از ۱۴۶ قرار دارد.